# Иван Јурић
Иван Јурић (Сплит, 25. август 1975) јесте хрватски фудбалски тренер и бивши фудбалер. Играо је на позицији везног играча.  
Фудбалом је почео да се бави у Хајдуку из Сплита. У сениорском тиму Хајдука провео је три године па је потом прешао у шпанску Севиљу. Након тога је отишао на шестомесечну позајмицу у Албасете. Нешто кратко је играо у Шибенику, а онда је остварио трансфер у италијански Кротоне где је забележио више од 150 наступа. Највећи успех је остварио у Ђенови за коју је играо од 2006. до 2010. где је такође био и капитен. Године 2010. Јурић је одлучио да заврши играчку каријеру.
Јурић је најпре наступао у млађим селекцијама Хрватске, а дебитантски наступ за сениорску репрезентацију Хрватске забележио је 2009. против Румуније.

## Статистике играчке каријере
| Сезона            | Клуб              | Национално првенство | Национално првенство | Национално првенство | Национални куп | Национални куп | Национални куп | Континетнални куп | Континетнални куп | Континетнални куп | Остала такмичења | Остала такмичења | Остала такмичења | Укупно   | Укупно |
| Сезона            | Клуб              | Лига                 | Утакмица             | Голова               | Лига           | Утакмица       | Голова         | Лига              | Утакмица          | Голова            | Лига             | Утакмица         | Голова           | Утакмица | Голова |
| ----------------- | ----------------- | -------------------- | -------------------- | -------------------- | -------------- | -------------- | -------------- | ----------------- | ----------------- | ----------------- | ---------------- | ---------------- | ---------------- | -------- | ------ |
| 2001/02.          | Кротоне           | Б                    | 33                   | 4                    |                | 3              | 0              | —                 | —                 | —                 | —                | —                | —                | 36       | 4      |
| 2002/03.          | Кротоне           | Ц1                   | 25                   | 1                    |                | 2              | 0              | —                 | —                 | —                 | —                | —                | —                | 27       | 1      |
| 2003/04.          | Кротоне           | Ц1                   | 24+4                 | 3                    |                | —              | —              | —                 | —                 | —                 | —                | —                | —                | 28       | 3      |
| 2004/05.          | Кротоне           | Б                    | 28                   | 0                    |                | 3              | 1              | —                 | —                 | —                 | —                | —                | —                | 31       | 1      |
| 2005/06.          | Кротоне           | Б                    | 38                   | 2                    |                | 2              | 2              | —                 | —                 | —                 | —                | —                | —                | 40       | 4      |
| Укупно за Кротоне | Укупно за Кротоне | Укупно за Кротоне    | 152                  | 10                   |                | 8              | 3              |                   | —                 | —                 |                  | —                | —                | 160      | 13     |
| 2006/07.          | ФК Ђенова         | Б                    | 25                   | 1                    |                | 5              | 0              | —                 | —                 | —                 | —                | —                | —                | 30       | 1      |
| 2007/08.          | ФК Ђенова         | A                    | 34                   | 0                    |                | 1              | 0              | —                 | —                 | —                 | —                | —                | —                | 35       | 0      |
| 2008/09.          | ФК Ђенова         | A                    | 33                   | 0                    |                | 2              | 0              | —                 | —                 | —                 | —                | —                | —                | 35       | 0      |
| 2009/10.          | ФК Ђенова         | A                    | 19                   | 0                    |                | 1              | 0              | ЛЕ                | 5                 | 0                 | —                | —                | —                | 25       | 0      |
| Укупно за Ђенову  | Укупно за Ђенову  | Укупно за Ђенову     | 111                  | 1                    |                | 9              | 0              |                   | 5                 | 0                 |                  | —                | —                | 125      | 1      |
| Укупно у каријери | Укупно у каријери | Укупно у каријери    | 263                  | 11                   |                | 17             | 3              |                   | 5                 | 0                 |                  | —                | —                | 285      | 14     |

## Статистике тренерске каријере
Ажурирано 26. маја 2024.
| Клуб         | Држава    | Датум доласка    | Датум одласка     | Статистика | Статистика | Статистика | Статистика | Статистика | Статистика | Статистика | Статистика |
| Клуб         | Држава    | Датум доласка    | Датум одласка     | ОУ         | П          | Н          | И          | ДГ         | ПГ         | ГР         | П %        |
| ------------ | --------- | ---------------- | ----------------- | ---------- | ---------- | ---------- | ---------- | ---------- | ---------- | ---------- | ---------- |
| Мантова      | Италија   | 17. јун 2014.    | 9. јун 2015.      | 41         | 15         | 8          | 18         | 40         | 36         | +4         | 036,59     |
| Кротоне      | Италија   | 9. јун 2015.     | 28. јун 2016.     | 45         | 25         | 13         | 7          | 64         | 39         | +25        | 055,56     |
| Ђенова       | Италија   | 28. јун 2016.    | 19. фебруар 2017. | 28         | 8          | 7          | 13         | 36         | 49         | −13        | 028,57     |
| Ђенова       | Италија   | 10. април 2017.  | 5. новембар 2017. | 20         | 4          | 4          | 12         | 20         | 33         | −13        | 020,00     |
| Ђенова       | Италија   | 9. октобар 2018. | 6. децембар 2018. | 8          | 0          | 4          | 4          | 10         | 18         | −8         | 000,00     |
| Хелас Верона | Италија   | 14. јун 2019.    | 28. мај 2021.     | 79         | 23         | 26         | 30         | 98         | 106        | −8         | 029,11     |
| Торино       | Италија   | 1. јул 2021.     | 30. јун 2024.     | 122        | 44         | 37         | 41         | 137        | 125        | +12        | 036,07     |
| Свеукупно    | Свеукупно | Свеукупно        | Свеукупно         | 343        | 119        | 99         | 125        | 405        | 406        | −1         | 034,69     |

## Успеси

### Тренерски
Појединачни
- Најбољи тренер године у Серији Б (Сребрна клупа): 2015/16.[5]